# 릉녹타군

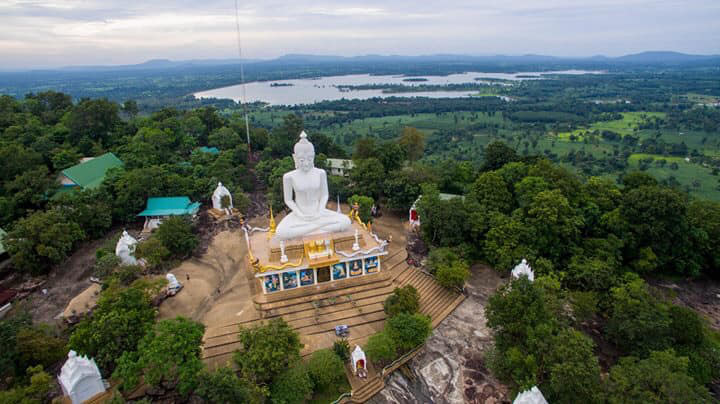

릉녹타군은 야소톤주의 행정 구역이다. 이 지역의 총 인구 수는 2005년 기준으로 93750명이다. 인구 밀도는 99.4km2이다.

## 행정 구역
| 1. Bung Kha (บุ่งค้า) 2. Sawat (สวาท) 3. Hong Saeng (ห้องแซง) 4. Sammakkhi (สามัคคี) 5. Kut Chiang Mi (กุดเชียงหมี) | 1. Sam Yaek (สามแยก) 2. Kut Hae (กุดแห่) 3. Khok Samran (โคกสำราญ) 4. Sang Ming (สร้างมิ่ง) 5. Si Kaeo (ศรีแก้ว) |